# Coppa di Francia (ciclismo)
La Coppa di Francia di ciclismo su strada è un circuito creato nel 1992 dalla Federazione francese di ciclismo. È formata da una serie di gare su strada, a cui possono prendere parte tutte le squadre World Tour, Professional e Continental; tuttavia la classifica individuale viene stilata per tutti i corridori (francesi e non), mentre quella a squadre è esclusiva per le formazioni francesi e i punti ottenuti da team di altre nazioni non vengono assegnati ai fini del ranking finale.

## Sistema di punteggi
Dal 2016 è stato adottato questo sistema di punteggi per i corridori, valido sia per la classifica generale che per la classifica giovani.
| Posizione | 1  | 2  | 3  | 4  | 5  | 6  | 7  | 8  | 9  | 10 | 11 | 12 | 13 | 14 | 15 |
| Punti     | 50 | 35 | 25 | 20 | 18 | 16 | 14 | 12 | 10 | 8  | 6  | 5  | 3  | 3  | 3  |

Per le squadre vengono sommati i punti conquistati dai primi tre corridori di ogni squadra.
| Posizione | 1  | 2 | 3 | 4 | 5 | 6 | 7 | 8 | 9 | 10 |
| Punti     | 12 | 9 | 8 | 7 | 6 | 5 | 4 | 3 | 2 | 1  |

## Albo d'oro
| Anno | Vincitore            | Punti | Secondo             | Punti | Terzo               | Punti | Miglior squadra            | Miglior giovane  |
| ---- | -------------------- | ----- | ------------------- | ----- | ------------------- | ----- | -------------------------- | ---------------- |
| 1992 | Jean-Cyril Robin     | 115   | Bruno Cornillet     | 80    | Laurent Desbiens    | 78    | Z                          | -                |
| 1993 | Thierry Claveyrolat  | 210   | François Simon      | 105   | Eddy Seigneur       | 104   | Gan                        | -                |
| 1994 | Ronan Pensec         | 130   | Richard Virenque    | 117   | Laurent Brochard    | 101   | Castorama                  | -                |
| 1995 | Armand de Las Cuevas | 68    | Richard Virenque    | 67    | Christophe Mengin   | 65    | Gan                        | -                |
| 1996 | Stéphane Heulot      |       | Laurent Jalabert    |       | Nicolas Jalabert    |       | Gan                        | -                |
| 1997 | Nicolas Jalabert     | 173   | Laurent Roux        | 126   | Richard Virenque    | 73    | Française des Jeux         | -                |
| 1998 | Pascal Lino          | 154   | Pascal Hervé        | 122   | Laurent Desbiens    | 120   | Casino                     | -                |
| 1999 | Jaan Kirsipuu        | 187   | Pascal Chanteur     | 119   | Patrice Halgand     | 70    | Française des Jeux         | -                |
| 2000 | Patrice Halgand      | 169   | Laurent Brochard    | 161   | Jaan Kirsipuu       | 122   | Crédit Agricole            | -                |
| 2001 | Laurent Brochard     | 239   | Florent Brard       | 147   | Jaan Kirsipuu       | 126   | Jean Delatour              | -                |
| 2002 | Franck Bouyer        | 136   | Laurent Lefèvre     | 100   | Cédric Vasseur      | 85    | Bonjour                    | Sandy Casar      |
| 2003 | Jaan Kirsipuu        | 122   | Nicolas Vogondy     | 112   | Sylvain Chavanel    | 103   | Brioches La Boulangère     | Sylvain Chavanel |
| 2004 | Thor Hushovd         | 199   | Pierrick Fédrigo    | 135   | Jérôme Pineau       | 111   | Crédit Agricole            | Jérôme Pineau    |
| 2005 | Philippe Gilbert     | 162   | Ludovic Turpin      | 108   | Pierrick Fédrigo    | 65    | Française des Jeux         | Philippe Gilbert |
| 2006 | Lloyd Mondory        | 119   | Lilian Jégou        | 108   | Jimmy Casper        | 85    | Bouygues Telecom           | Lloyd Mondory    |
| 2007 | Sébastien Chavanel   | 128   | Rémi Pauriol        | 102   | Yann Huguet         | 95    | Crédit Agricole            | Romain Feillu    |
| 2008 | Jérôme Pineau        | 148   | David Lelay         | 114   | Frédéric Guesdon    | 96    | Française des Jeux         | Anthony Ravard   |
| 2009 | Jimmy Casper         | 193   | Romain Feillu       | 100   | Anthony Geslin      | 96    | Française des Jeux         | Romain Feillu    |
| 2010 | Leonardo Duque       | 145   | Florian Vachon      | 144   | Jonathan Hivert     | 130   | Bretagne-Schuller          | Florian Vachon   |
| 2011 | Tony Gallopin        | 139   | Romain Feillu       | 124   | Sylvain Georges     | 93    | FDJ                        | Tony Gallopin    |
| 2012 | Samuel Dumoulin      | 232   | Julien Simon        | 159   | Laurent Pichon      | 94    | Bretagne-Schuller          | Arnaud Démare    |
| 2013 | Samuel Dumoulin      | 155   | Bryan Coquard       | 149   | Anthony Geslin      | 128   | FDJ.fr                     | Bryan Coquard    |
| 2014 | Julien Simon         | 194   | Samuel Dumoulin     | 121   | Jaŭhen Hutarovič    | 118   | Bretagne-Séché             | Armindo Fonseca  |
| 2015 | Nacer Bouhanni       | 194   | Baptiste Planckaert | 121   | Pierrick Fédrigo    | 118   | Bretagne-Séché             | Nacer Bouhanni   |
| 2016 | Samuel Dumoulin      | 348   | Baptiste Planckaert | 330   | Romain Feillu       | 123   | HP BTP-Auber 93            | Bryan Coquard    |
| 2017 | Laurent Pichon       | 228   | Nacer Bouhanni      | 169   | Flavien Dassonville | 101   | Fortuneo-Oscaro            | David Gaudu      |
| 2018 | Hugo Hofstetter      | 151   | Samuel Dumoulin     | 121   | Christophe Laporte  | 103   | Cofidis                    | Hugo Hofstetter  |
| 2019 | Marc Sarreau         | 211   | Benoît Cosnefroy    | 170   | Andrea Vendrame     | 103   | AG2R La Mondiale           | Benoît Cosnefroy |
| 2020 | Nacer Bouhanni       | 125   | Benoît Cosnefroy    | 85    | Josef Černý         | 64    | AG2R La Mondiale           | Benoît Cosnefroy |
| 2021 | Dorian Godon         | 191   | Elia Viviani        | 175   | Valentin Madouas    | 138   | AG2R Citroën Team          | Dorian Godon     |
| 2022 | Julien Simon         | 171   | Amaury Capiot       | 133   | Marc Sarreau        | 129   | TotalEnergies              | Luca Mozzato     |
| 2023 | Paul Penhoët         | 166   | Arnaud De Lie       | 135   | Valentin Ferron     | 120   | Cofidis                    | Paul Penhoët     |
| 2024 | Benoît Cosnefroy     | 156   | Paul Lapeira        | 153   | Clément Venturini   | 117   | Decathlon AG2R La Mondiale | Paul Lapeira     |